# Château de Beauvoir (Saint-Pourçain-sur-Besbre)
Pour les articles homonymes, voir Château de Beauvoir.
Le château de Beauvoir est une ancienne maison forte dont l'origine remonte au XIIe siècle, remaniée à plusieurs reprises, qui se dresse sur le territoire de la commune française de Saint-Pourçain-sur-Besbre, dans le département de l'Allier, en région Auvergne-Rhône-Alpes.

## Localisation
Le château de Beauvoir est situé au sommet d'une colline surplombant le val de Besbre, sur un site qui a livré au XIXe siècle des statuettes en terre cuite gallo-romaines conservées aujourd'hui au dépôt diocésain de l'Allier, sur le territoire de la commune de Saint-Pourçain-sur-Besbre, département de l'Allier.

## Historique
Au XIIe siècle, sur l'emplacement du château actuel se dressait déjà une maison forte. Dans les années 1360, en pleine guerre de Cent Ans, alors que le duché de Bourbon est la proie des compagnies de routiers Anglais, le duc étant otage en Angleterre, la place est un de leurs repaires principaux.
En 1369, la place sera reprise après onze jours de siège par les troupes du duc de Bourbon Louis II et sa garnison exécutée. Fortement endommagé par l'occupation anglaise, il est rebâti en grande partie dans le style Renaissance à la fin du XVe siècle par la famille de La Fin, dont Jean II de La Fin, époux en 1559 de Béraude de Ferrières de Maligny, vidamesse de Chartres et dame de La Ferté : parents du dernier vidame héréditaire de Chartres, Prégent de La Fin (v. 1559-1624), dont les armoiries : d'argent à trois fasces de sable, à la bordure denchée de gueules, sont sculptées à l'intérieur de la tour sud-est.
Il est vendu au XVIIIe siècle, sans doute pour dettes, au financier Sébastien Zamet et change plusieurs fois de mains avant d'être racheté par les Gaulmyn, qui font ériger la seigneurie en comté en 1762. Après avoir de nouveau changé de propriétaires, Beauvoir est acheté en 1890 par l'industriel en matériel agricole Émile Puzenat (1842-1919), dont les descendants possèdent toujours le château.

## Description
Le château était autrefois entouré de douves, asséchées au XXe siècle. Il se compose de deux bâtiments placés en équerre joints par une tour de guet carrée et eux-mêmes terminés par des tours circulaires aux angles nord-ouest et au sud-est. Le bâtiment sud est ceint d'un chemin de ronde. La plupart des ouvrages défensifs (pont-levis, tour ronde dite de l'Enfer, barbacane) ont disparu ; il n'en reste qu'une petite tour avancée au nord-est. Devant la façade ouest s'étend un jardin à la française dessiné par le paysagiste Joseph Treyve en 1928.

## Protection
Le château et ses jardins, en totalité sont inscrits au titre des monuments historiques par arrêté du 21 mars 2005, une première inscription en 1928 ayant été annulée.

## Divers
Le château a servi de lieu de tournage de l'émission Les Traîtres diffusée sur M6 en 2022.